# Скарча, Санте
Санте Скарча (итал. Sante Scarcia; 12 июня 1903, Бари — 12 мая 1994, Бари) — итальянский тяжелоатлет. Участник летних Олимпийских игр 1924 года.

## Биография
Санте Скарча родился 12 июня 1903 года в итальянской коммуне Массафра.
Выступал в соревнованиях по тяжёлой атлетике за гимнастическое общество «Анджулли» из Бари.
В 1924 году вошёл в состав сборной Италии на летних Олимпийских играх в Париже. В весовой категории до 60 кг занял 15-е место, подняв по сумме пятиборья 432,5 кг (55 кг в рывке одной рукой, 65 кг в толчке одной рукой, 80 кг в жиме, 62,5 кг в рывке двумя руками, 90 кг в толчке двумя руками) и уступив 70 кг завоевавшему золото Пьерино Габетти из Италии.
Был президентом гимнастического общества «Анджулли».
В 1982 году Национальный олимпийский комитет Италии наградил его серебряной звездой для спортивных руководителей.
Умер 14 мая 1994 года в итальянском городе Бари.

## Память
В Бари именем Санте Скарча назван спорткомплекс в районе Санто-Спирито.